# Poblado ibérico de Xarpolar
El poblado ibérico de Xarpolar (siglos IV-I a. C.) se localiza en el término municipal de Vall de Gallinera (Provincia de Alicante, España) en uno de los montes situados entre los valles de la Gallinera y de Alcalá, cercano al caserío de Benissili, a 900 m sobre el nivel del mar. Fue descubierto en 1928 por F. Ponsell.
Este poblado ibérico está situado en una amplia meseta, delimitado por restos de muralla. Hasta la fecha no se ha realizado ninguna excavación sistemática del lugar. 
Las cerámicas son de época ibérica, con decoración geométrica y con figuras de estilo San Miguel de Liria. También se ha identificado cerámica griega de barniz negro.